# Leptoschema
Leptoschema is een geslacht van kevers uit de familie  
kniptorren (Elateridae).
Het geslacht is voor het eerst wetenschappelijk beschreven in 1884 door Horn.

## Soorten
Het geslacht omvat de volgende soorten:
- Leptoschema praelontactum Stibick, 1970
- Leptoschema protractus (Horn, 1871)
- Leptoschema vazquezi Cobos, 1972